# Cryptoloba mesta
Cryptoloba mesta är en fjärilsart som beskrevs av Louis Beethoven Prout 1958. Cryptoloba mesta ingår i släktet Cryptoloba och familjen mätare. Inga underarter finns listade i Catalogue of Life.